# Los Palacios y Villafranca
Los Palacios y Villafranca je město ležící v provincii Sevilla ve Španělsku, v autonomním společenství Andalusie. Ve městě žije přibližně 39 tisíc obyvatel. K městu patří také tři osady přímo související se zemědělskou činností: El Trobal, Maribáñez a Los Chapatales, které vznikly v roce 1970.
Los Palacios y Villafranca má rostoucí gastronomickou scénu. Jedním z jeho pozoruhodných zařízení je restaurace La Santa Taberna, která se nedávno otevřela a rychle získala popularitu mezi místními obyvateli.[kdy?] Restaurace byla oceněna na městském veletrhu Feria de la Tapa, který se konal během veletrhu Agroganadera, kde její cuketa Zucky získala uznání od poroty události. V Los Palacios y Villafranca se narodili Fabián Ruiz a Pablo Gavi.

## Historie
Podle některých zdrojů sahá historie Los Palacios až do římských dob. Předpokládá se, že v této oblasti existovala osada zvaná Searus, kterou Římané později přejmenovali na Searotinus. Jako římská obec měl Searotinus právo razit mince. Hypotézu o existenci této osady podporují četné pozůstatky keramiky, základy budov, zbytky sloupů, mince a dokonce i hrobky s lidskými ostatky.
Za muslimské nadvlády byla osada známá jako Serotín nebo Saracatín, což se později změnilo na Seracatín nebo Saracatino. Pravděpodobně to bylo místo zastávky pro cestovatele jdoucí po starověké cestě, která spojovala přístavy Gades a Hispalis. V tomto období zde musel existovat malý arabský hrad zvaný Al-Mudeyns („malá vesnice“), který v polovině 13. století dobyl Ferdinand III. Později město ztratilo svůj vojenský charakter, okolí se stalo lovným revírem a oblastí pro chov dobytka.